# 沈容姫
沈 容姫（しん ようき、義熙10年（414年）- 元嘉30年閏6月28日（453年8月18日））は、南朝宋の文帝の婕妤（側室）。明帝の母。

## 生涯
後宮に入り、美人の位を受けた。劉彧を産み、婕妤（嬪）となった。
元嘉30年（453年）閏6月、薨去した。享年は40。建康の莫府山に葬られた。孝武帝が即位すると、湘東国太妃の位を追贈された。
泰始元年（465年）、明帝が即位すると、皇太后として追尊され、宣太后の諡号が贈られた。その陵墓は崇寧陵といった。

## 伝記資料
- 『宋書』巻41 列伝第1
- 『南史』巻11 列伝第1